# Ямбуто (исток Ямбутояхи)
Ямбуто (Ямбу-То) — крупнейшее озеро на Гыданском полуострове на крайнем севере Западной Сибири. Площадь 160 км².
В озере берёт начало река Ямбутояха, основной правый приток реки Гыда, впадающей в Гыданскую губу Карского моря.
В озеро впадает 4 небольших реки, берущих начало на окрестных сопках. Питание снеговое и дождевое. Ледостав с октября до июня.
Административно относится к Тазовскому району Ямало-Ненецкого автономного округа, однако вплотную прилегает к границе с Таймырским районом Красноярского края.
Побережье и окрестности озера необитаемы. Исключение составляют кочевья оленеводческих бригад. Ближайший населённый пункт — село Гыда. По северо-западной оконечности озера проходит зимник, соединяющий Гыду с полярной станцией Лескино.
В 1866 году озеро было обследовано экспедицией Фёдора Шмидта. В частности, в его окрестностях был найден оледеневший труп мамонта, названный впоследствии «мамонтом Шмидта».